# 第2回国民体育大会
第2回国民体育大会（だい2かいこくみんたいいくたいかい）は1947年（昭和22年）に金沢市を中心に石川県で開催された。
第1回国体の終了後、石川県が金沢市出身のオリンピック選手だった大島鎌吉氏に国体誘致の協力を依頼し、見事大会を成功させたことから、権威ある大会の地方開催と各都道府県持ち回り制の実現を果たした。これは、戦後の日本のスポーツ振興が地方都市まで行き渡るきっかけとなり、日本のスポーツ発展の原点となったと言える重要な大会であった。
当時、石川県に使用に耐えられるプールがなかったため、夏季大会は第1回同様に関西地区での開催の予定であったが1946年の年末になって松任町（現在の白山市）のプールを補修すれば競技が行えるという判断が下され水泳競技も石川県で行われることになった。
夏の大会は旧松任町の松任プールにて8月22日 - 24日競技数1、秋の大会は県の下で10月30日 - 11月3日競技数21であった。
この年から、大会シンボルマーク・大会歌「若い力」が制定され、記念切手も初めて発行された。10月30日には北陸地方を巡幸（昭和天皇の戦後巡幸）していた昭和天皇の臨席もあった。天覧の大杉参照。
なお、この第2回国体以後、開催サイクルは会計年度（4月基点）から、暦年制（1月基点）となったため、第2回の冬季大会は未開催となり、明くる1948年から冬季（2大会）→夏季→秋季のサイクルが定着するようになった。
第2回国民体育大会（石川国体）において作られたスポーツの歌「若い力」に合わせた集団演技も創作され、以後70年以上にわたり金沢市民に受け継がれている。

## 会場
夏季大会
- 水泳: 松任町 松任プール
- 漕艇: 滋賀県 瀬田川

秋季大会
- ヨット: 七尾市 七尾湾
- 陸上: 金沢市 金澤市運動場
- サッカー: 金沢市 第四高等学校
- テニス（庭球）: 金沢市 兼六園コート
- ホッケー: 金沢市 第四高等学校
- ボクシング: 金沢市 金石濤々園
- バレーボール: 金沢市 金沢女専コート 他
- 体操: 金沢市 金沢第一中
- バスケットボール: 金沢市 第一高女体育館 他
- レスリング: 金沢市 第四高等学校
- ウエイトリフティング: 金沢市 第四高等学校
- ハンドボール: 金沢市 高師グラウンド
- 自転車: 金沢市 金澤市運動場他
- ソフトテニス（軟式庭球）: 七尾市 市庭球場 他
- 卓球: 大聖寺町 錦城小
- 軟式野球: 小松市 芦城公園 他
- 相撲: 七尾市 愛宕山相撲場
- 馬術: 金沢市 金澤市運動場 他
- ラグビーフットボール: 金沢市 金澤市運動場他
- 山岳: 浅川村 医王山
- 中等学校野球: 金沢市 兼六園野球場
- 実業団野球: 金沢市 兼六園野球場
- タッチフットボール: 金沢市 高師グラウンド